# Quiet Storm (singel)
Quiet Storm - singiel amerykańskiego zespołu hip-hopowego Mobb Deep. Utwór promuje album Murda Muzik z roku 1999.

## Lista utworów
Side A
1. "Quiet Storm" (Dirty Version)
2. "Quiet Storm" (Instrumental)

Side B
1. "Quiet Storm" (Clean Version)
2. "Quiet Storm" (Acappella)

## Notowania
| Notowania (1999)                           | Najwyższa pozycja |
| ------------------------------------------ | ----------------- |
| Billboard Hot R&B/Hip-Hop Singles & Tracks | 35                |
| Billboard Hot Rap Tracks                   | 17                |